# کلیف ادواردز (بازیکن فوتبال)
کلیف ادواردز (انگلیسی: Cliff Edwards; ۸ مارس ۱۹۲۱ – مارس ۱۹۸۹) بازیکن فوتبال بود.
از باشگاه‌هایی که در آن بازی کرده‌است می‌توان به باشگاه فوتبال وست برومویچ آلبیون اشاره کرد.